# Winard Harper
Winard Harper (* 1962 in Baltimore) ist ein US-amerikanischer Jazz-Schlagzeuger und Bandleader des Modern Jazz.

## Leben und Wirken
Harper arbeitete 1982 bei Dexter Gordon und war vier Jahre lang Mitglied der Begleitband von Betty Carter. Ende der 1980er Jahre gründete er mit seinem Bruder, dem Trompeter Philip Harper, die Formation The Harper Brothers, die in der Hardbop-Tradition der Jazz Messengers spielte und mehrere Alben für Verve aufnahm. Außerdem wirkte er als freischaffender Musiker in New Jersey und spielte bei Aufnahmen von Ray Bryant, James Clay, Wycliffe Gordon, Etta Jones, Houston Person, Lafayette Harris und David Fathead Newman mit. Harper nahm Ende der 1990er Jahre mehrere Alben unter eigenem Namen auf, an denen Musiker wie George Cables, Reuben Brown, J. D. Allen oder Cecil Brooks III mitwirkten. Sein Vorbild ist Art Blakey.

## Diskografie (Auswahl)
- The Harper Brothers (Verve, 1988)
- You Can Hide Inside the Music (Verve, ca. 1990)
- Artistry (Verve, 1991)
- Trap Dancer (Savant, 1997)
- Winand (Savant, 1998)